# Paradiarsia punicea
Paradiarsia punicea is een vlinder uit de familie uilen (Noctuidae). De wetenschappelijke naam is voor het eerst geldig gepubliceerd in 1803 door Hübner.
De soort komt voor in Europa. De soort is in België zeer zeldzaam. Uit Nederland zijn geen waarnemingen bekend.